# Fußballauswahl von Andalusien
Die andalusische Fußballauswahl ist die von den internationalen Fußballverbänden UEFA und FIFA nicht anerkannte Fußballauswahl Andalusiens.

## Resultat
| Datum              | Austragungsort       |            | Gegner              | Resultat |
| ------------------ | -------------------- | ---------- | ------------------- | -------- |
| 14. Januar 1923    |                      | Andalusien | Galicien            | 1:4      |
| 24. September 1935 |                      | Andalusien | Katalonien          | 0:2      |
| 1. Januar 1936     |                      | Andalusien | Katalonien          | 5:1      |
| 1965               |                      | Andalusien | Paraguay            | ?:?      |
| 5. Mai 1990        | Sevilla              | Andalucía  | Uruguay             | 1:1      |
| 31. Mai 1990       | Cádiz                | Andalucía  | Jugoslawien         | 0:0      |
| Dezember 1999      | Granada              | Andalucía  | Estland             | 1:0      |
| Dezember 2000      | Córdoba              | Andalucía  | Marokko             | 2:0      |
| Mai 2001           | Vélez Málaga         | Andalucía  | Irak                | 3:1      |
| Dezember 2001      | Sevilla              | Andalucía  | Tunesien            | 3:3      |
| Dezember 2002      | Málaga               | Andalucía  | Chile               | 3:2      |
| Dezember 2003      | Huelva               | Andalucía  | Lettland            | 1:0      |
| Dezember 2004      | Sevilla              | Andalucía  | Malta               | 0:0      |
| Juni 2005          | Sevilla              | Sevilla    | Andalucía           | 2:4      |
| Dezember 2005      | Cádiz                | Andalucía  | Volksrepublik China | 4:1      |
| Dezember 2006      | Sevilla              | Andalucía  | Peace Team          | 3:1      |
| Dezember 2007      | Jerez de la Frontera | Andalucía  | Sambia              | 4:1      |
| Dezember 2007      | Jaén                 | Andalucía  | Kenia               |          |